# الموسيقى الكلاسيكية في أستراليا

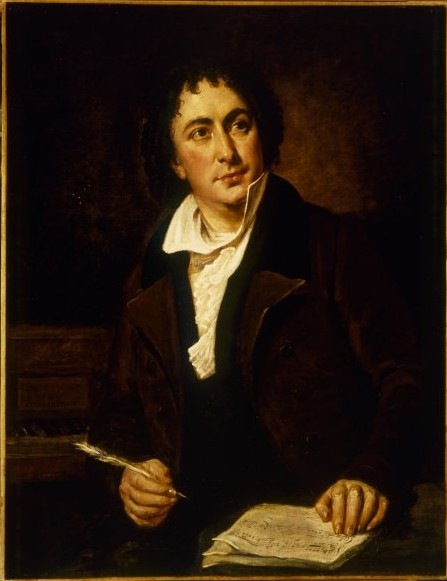

يمكن تعقب التأثيرات الموسيقية الغربية الأولى في أستراليا إلى مصدرين متميزين: في المستوطنات الأولى، أي من المجموعة الكبيرة من المُدانين والجنود والبحارة الذين جلبوا الموسيقى الشعبية التقليدية من إنجلترا وويلز واسكتلندا وأيرلندا؛ والمستوطنين الأحرار الأوائل، الذين تعرض بعضهم لتقاليد الموسيقى الكلاسيكية الأوروبية أثناء نشوئهم. من الأمثلة على الموسيقى الأصلية لمُدان هو لحن من عام 1861 كُرس للمستوطن جيمس جوردون من قبل عازف الكمان ألكسندر لينغ. لم ينجُ سوى القليل من الموسيقى من تلك الفترة المبكرة، على الرغم من وجود عينات لموسيقى نشأت في سيدني وهوبارت والتي تعود إلى أوائل القرن التاسع عشر. تشمل المنشورات الموسيقية من هذه الفترة، المحفوظة في المكتبات الأسترالية، أعمال تشارلز إدوارد هورسلي وويليام ستانلي وإسحاق ناثان وتشارلز سانديز باكر وفريدريك أوغسطس باكر وكارل لينجر وفرانسيس هارتويل هينسلو وفريدريك إيلارد ورايموند بيتشوتش وجوليوس سيدي.

## نظرة تاريخية

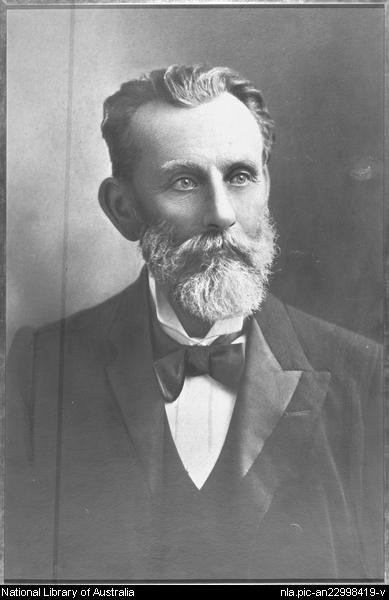
هوغو ألبن، مشرف الموسيقى، قسم الموسيقى، قسم التعليم العام في نيو ساوث ويلز، 1884-1909" ضمن مجموعة مكتبة أستراليا الوطنية

كانت أوبرا دون جون النمساوي لإسحاق ناثان من عام 1847 أول أوبرا تُكتب وتُؤلف وتُنتج في أستراليا. أدى تأسيس الجمعيات الكورالية (نحو عام 1850) والأوركسترات السيمفونية (نحو عام 1890) إلى زيادة النشاط في التأليف الموسيقي، على الرغم من أن معظم المؤلفين الكلاسيكيين الأستراليين في هذه الفترة عملوا بالكامل ضمن النماذج الأوروبية وقد تعلم العديد منهم التأليف الموسيقي في أوروبا أو المملكة المتحدة. كان جورج تولهيرست من أوائل المؤلفين المعروفين، وكانت أوريتاريو روث الخاصة به أول أوريتاريو تؤلف فيما كان يُعرف باسم مستعمرة فيكتوريا آنذاك عام 1864. تأثرت بعض الأعمال التي سبقت الجزء الأول من القرن العشرين بموسيقى الفولك بشدة («حدائق الريف الإنجليزي» لبيرسي غرينغر من عام 1908 هو مثال جيد على ذلك). سافر ما يقدر بنحو 10000 أسترالي ونيوزيلندي إلى بريطانيا كل عام من أواخر ثمانينات القرن التاسع عشر إلى أوائل القرن العشرين، وتضاعف العدد بين الحربين العالميتين. كانت الغالبية من الإناث، وغالبًا من المغنيات؛ قال أحد المعلقين في عام 1907 إن الصادرات الرئيسية لأستراليا إلى بريطانيا كانت «أغنام مجمدة وفتيات جميلات الصوت». غالبًا ما اعتُبر النجاح في لندن شرطًا أساسيًا لكسب الشهرة في أستراليا لمغنيين مثل نيلي ميلبا وإيمي شيروين وأدا كروسلي.
المؤلفون الموسيقيون الأستراليون الذين نشروا الموسيقى الكلاسيكية في أواخر القرن التاسع عشر هم هوغو ألبن وهوبر بروستر جونز وتوماس بولش وأليس شاربونيت كيليرمان وجورج إتش كلوتسام وهربرت دي بينا وجون ألبرت ديلاني غولييلمو إنريكو لارديللي ولويس لافاتير وجورج مارشال هول وستيفن مورينو وجورج ويليام تورانس وسيزار كاتولو وكريستيان هيلمان وأوغسطس يونكر.
حتى بالنسبة للمؤلفين الموسيقيين، فإن السفر إلى الخارج كان خطوةً مهمة لبناء مسيرة مهنية: كان لجورج فريدريك بويل، المولود في نيو ساوث ويلز عام 1886، حياة مهنية رائعة في أستراليا كعازف بيانو، لكنه لم يلق نجاحًا دوليًا كمؤلف حتى سافر إلى أوروبا والولايات المتحدة.
منذ عهد اتحاد أستراليا في عام 1901، بدأ الشعور المتزايد بالهوية الوطنية في الظهور في الفنون، على الرغم من الارتباط الوطني بـ «البلد الأم» أو «الوطن»، أي بريطانيا والإمبراطورية، استمر في السيطرة على الذوق الموسيقي. في فترة الحرب وما بعدها، مع استمرار نمو الهوية الوطنية الأسترالية، استعان المؤلفون بمحيطهم للحصول على الإلهام. بدأ جون أنتيل، في باليه كوروبوري الخاصة به، وبيتر سكولثورب وآخرين في دمج عناصر من موسيقى السكان الأصليين، وقد استمد ريتشارد ميل الموسيقى الخاصة به من جنوب شرق آسيا (لا سيما باستخدام الخصائص التوافقية لموسيقى غاميلان البالية)، بينما دمج نايجل باترلي نزعته للحداثة الدولية مع صوت فردي خاص.
بحلول بداية ستينات القرن العشرين، ظهرت تأثيرات قوية أخرى في الموسيقى الكلاسيكية الأسترالية، إذ قام المؤلفون بدمج عناصر متباينة في أعمالهم، بدءًا من الموسيقى والآلات الخاصة بالسكان الأصليين وجنوب شرق آسيا، وموسيقى الجاز والبلوز الأمريكية، حتى الاكتشاف المتأخر لللامقامية الأوروبية والأعمال الموسيقية الطليعية. تمثلت تلك الفترة بمؤلفين مثل دون بانكس ودون كاي ومالكولم ويليامسون وكولين برومبي. من بين المؤلفين الآخرين الذين التزموا بأساليب أكثر تقليدية مثل آرثر بنجامين وجورج دريفوس وبيغي جلانفيل هيكس وروبرت هيوز. في الآونة الأخيرة برز التأليف الأسترالي في مؤلفين من بينهم جوليان كوكران وجوردون هاميلتون وليزا ليم ونيجل ويستليك وديفيد وورال وغرايم كوهني وإيلينا كاتس تشيرنين وكارل فاين وبريت دين ومارتن ويسلي سميث وجورج لينتز وريتشارد ميلز وروس إدواردز وستيفن ليك وماثيو هندسون وقسطنطين كوكياس.
لعب جيمس مردوخ دورًا كبيرًا في الترويج للموسيقى الأسترالية على الصعيدين المحلي والدولي، وفي إعادة بيغي جلانفيل هيكس وريتشارد ميلي من المنفى الفني الذي فرضوه على أنفسهم خارج البلاد.